# 학원 유토피아 마나비 스트레이트!
《학원 유토피아 마나비 스트레이트!》(일본어: がくえんゆーとぴあ まなびストレート!)은 ufotable에 의한 만화 작품, 및 애니메이션, 게임 작품이다. 연재 초반부터 애니메이션 작품화가 알려졌고, 2007년 1월에는 플레이스테이션 2의 게임화도 진행되었다.

## 개요

### 팀 마니비 방
ufotable이 제작을 맡게 되었다. 특이한 점은 이 작품에는 한 사람의 특정한 감독이 존재하지 않고 각 화별로 연출이나 프로듀서가 달라지는 팀제를 채택했다는 점이다. 드라마 쪽에서는 이미 보편화된 방식이지만 애니메이션에서는 이 작품이 최초라고 하며, 스탭롤에는 '팀 마나비의 방'이라고 표시된다.

### 만화
애니에서는 캐릭터 원안으로 참가하고 있는 일러스트레이터 오가사와라 아츠시(小笠原篤)에 의해 2005년 12월부터 만화판이 먼저 선보이기도 했는데, 당시 이미 미디어믹스 작품이라는 점이 명시되어 있었기 때문에 만화판을 원작으로 보지는 않는다. 에피소드는 만화판 오리지널 에피소드도 존재하지만 대부분 애니메이션판의 스토리 디렉터인 킨게츠 류노스케에 의한 것이다.

## 줄거리
서기 2035년, 저출산화가 진행되고 고등학교에 진학하지 않고 일하러 나오는 것이 더 멋지다고 여겨지는 시대, 그로 인해 학생 수의 감소까지 더해져 이미 많은 학교들이 폐교의 위기에 처해 있는 시대가 바로 이 작품의 배경이다. 그런 학교들 중 하나인 사립 세이오 학원으로 '아마미야 마나미'라는 소녀가 전학을 와서, 첫날에 학생회장이 된다. 그녀는 특유의 천진함과 밝은 분위기로, 학교를 즐거운 공간으로 만들어 가겠다고 약속한다. 그에 따라 학교의 행사 개최와 많은 문제점이 생기기도 한다.

## 등장인물
등장인물들의 이름의 앞글자는 일본 50도의 마, 미, 무, 메, 모와 일치한다.
아마미야 마나미 (天宮学美)
성우 : 호리에 유이
세이오 학원으로 전학온 의문의 괴짜 전학생. 전의 학교에선 마나비 성인(星人)이라고 불리고 있었던것 같다. "똑바로 전진!"이라는 구호를 내걸고 세이오 학원의 학생회장으로 취임해 즐거운 학교를 만들기위해 여러모로 힘쓴다.
이나모리 미카 (稲森光香)
성우 : 노나카 아이
눈물이 많고 내성적인 성격의 세이오 학원 학생회 서기. 학교에 관심이 없는 풍조때문에, 혼자서 세이오 학생회를 꾸려오다가 새롭게 취임한 회장 아마미야 마나미와 친구들과 함께 즐거운 학교를 만들기 위해 노력한다. 우유부단하고 어린애 같은 성격을 보여줬지만, 학원 축제 유치를 위해 노력하는 중에 점점 자라나는 모습을 보인다.
우에하라 무츠키 (上原むつき)
성우 : 이노우에 마리나
운동부 소속의 보이시한 여자 아이. 이나모리 미카, 에토 메이와 소꿉친구이며 언제나 활발하고 이성적인 모습을 보여준다. 다른 주인공들과 함께 학원 축제 유치를 위해 노력한다.
에토 메이 (衛藤芽生)
성우 : 히라노 아야
쿨한 성격의 비밀스런 소녀. 가슴 속 상처때문에 타인을 믿지 못하고 늘 혼자 다닌다. 하지만 아마미야 마나미와 다른 친구들 덕분에 상처를 딛고 타인에게 마음을 열기 시작한다.
오도리 모모하 (小鳥桃葉)
성우 : 후지타 사키
능글능글한 성격을 가진 재벌가의 따님. 늘 PDA로 학생회의 일상과 여러 가지를 찍고 다닌다. 아마미야 마나미와 다른 친구들과 함께 학원 축제 유치에 힘쓴다.